# Gößnitz, Tyskland
Gößnitz, Tyskland är en stad i Landkreis Altenburger Land i förbundslandet Thüringen i Tyskland.
Staden ingår i förvaltningsområdet Gößnit tillsammans med kommunerna Heyersdorf och Ponitz.